# Lauritz Royal Christensen
Lauritz Royal Christensen (* 1915 in Everson, Washington; † 22. März 1997 in Madison, Connecticut) war ein US-amerikanischer Mikrobiologe an der New York University School of Medicine. 1948 gewann er gemeinsam mit William Smith Tillett (1892–1974) den Albert Lasker Award for Basic Medical Research für die Entdeckung und Aufreinigung der Enzyme Streptokinase und Streptodornase.
Christensen studierte an der University of Washington in Seattle und erwarb 1941 an der St. Louis University einen Ph.D. in Bakteriologie. Im selben Jahr wurde er Mitglied des Lehrkörpers der New York University, die ihn 1953 zum Direktor des neu gegründeten Berg Institute for Experimental Physiology, Surgery and Pathology machte. 1967 erhielt Christensen eine Professur an der University of Toronto in Kanada.
Aufbauend auf die Arbeiten von William S. Tillett, der 1933 die Streptokinase entdeckte, konnte Christensen die Wirkmechanismen der Streptokinase und ihrer Aktivierung, sowie der Streptodornase aufklären. Außerdem entwickelte er ein Verfahren zur Aufreinigung der Streptokinase und ebnete so den Weg für die klinische Anwendung dieser Enzyme zur Auflösung von Blutgerinnseln und Fibrinbelägen von (chronischen) Wunden.
Christensen galt als führend bezüglich der „humanen“ Behandlung von Versuchstieren. Die Weltgesundheitsorganisation (WHO) machte ihn 1961 zum Vorsitzenden des ersten Symposiums zu Krankheiten von Versuchstieren in der Tschechoslowakei. Er war Gründungspräsident der American Association of Laboratory Animal Science.
Christensen war verheiratet und hatte eine Tochter.